# Cantón Pasaje
Cantón Pasaje är en kanton i Ecuador.   Den ligger i provinsen El Oro, i den sydvästra delen av landet, 400 km söder om huvudstaden Quito. Antalet invånare är 62 959. Arean är 451 kvadratkilometer.
Terrängen i Cantón Pasaje är varierad.